# Comunità montana dei Monti Dauni Meridionali
La Comunità montana dei Monti Dauni Meridionali, detta anche Comunità montana del Subappenino Dauno Meridionale, è stata una comunità montana che comprendeva 16 comuni della provincia di Foggia facenti parte dell'area dei monti della Daunia, nell'Appennino meridionale. La sede legale era ubicata nel comune di Bovino.

## Storia
L'ente è stato soppresso, congiuntamente alle altre comunità montane pugliesi e  in base alla legge regionale n°36 del 2008 e successive modifiche, con decreto n° 132 del 6 febbraio 2009 del presidente della giunta regionale della Puglia. Dopo una lunga controversia legale che ha visto coinvolta anche la Corte Costituzionale, nel 2010 la regione Puglia ha approvato un nuovo provvedimento che ha soppresso definitivamente l'ente e ha provveduto successivamente alla nomina di un commissario liquidatore in condivisione con la comunità montana dei Monti Dauni Settentrionali, anch'essa in liquidazione.

## Geografia fisica

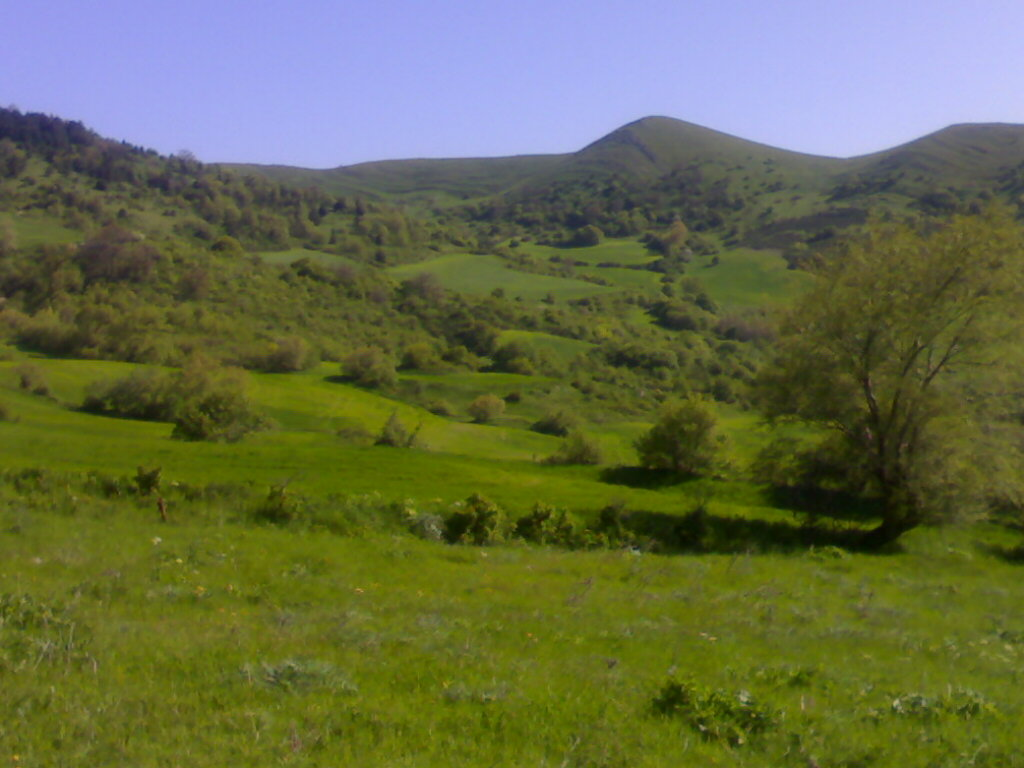
Vista dei Monti Dauni nei pressi di Monte Crispignano

La comunità montana dei Monti Dauni Meridionali era localizzata nella zona sud-occidentale della provincia di Foggia o Capitanata. 
Confinava a sud con la Basilicata, a ovest con la Campania, a nord i torrenti Celone e Lorenzo segnavano il confine con il territorio della comunità montana dei Monti Dauni Settentrionali, mentre a est si estendeva la pianura del Tavoliere delle Puglie.
La superficie totale del comprensorio comunitario era di 1260 km², di cui 220 km² classificati come territorio montano. La popolazione residente nei comuni associati alla comunità montana era di 45 000 abitanti, con una densità media di 36 ab./km².
Il massimo altimetrico di 1151 m s.l.m. (Monte Cornacchia) era localizzato nel territorio di Faeto, il minimo di 108 metri ricadeva nell'agro di Ascoli Satriano.
Facevano parte della comunità montana:  
- Accadia
- Anzano di Puglia
- Ascoli Satriano
- Bovino
- Candela
- Castelluccio dei Sauri
- Castelluccio Valmaggiore
- Celle di San Vito
- Deliceto
- Faeto
- Monteleone di Puglia
- Orsara di Puglia
- Panni
- Rocchetta Sant'Antonio
- Sant'Agata di Puglia
- Troia